# Calpulalpan (kommun)
Calpulalpan är en kommun i Mexiko.   Den ligger i delstaten Tlaxcala, i den sydöstra delen av landet, 60 km öster om huvudstaden Mexico City. Antalet invånare är 44 807. Arean är 255 kvadratkilometer.
Terrängen i Calpulalpan är kuperad.
Följande samhällen finns i Calpulalpan:
- Calpulalpan
- San Felipe Sultepec
- La Soledad
- Santa Isabel Mixtitlán